# Lau Sik
Lau Sik es un deportista hongkonés que compitió en esgrima en silla de ruedas. Ganó tres medallas en los Juegos Paralímpicos de Verano entre los años 1988 y 1996.

## Palmarés internacional
| Juegos Paralímpicos | Juegos Paralímpicos      | Juegos Paralímpicos | Juegos Paralímpicos    |
| Año                 | Lugar                    | Medalla             | Prueba                 |
| ------------------- | ------------------------ | ------------------- | ---------------------- |
| 1988                | Seúl (Corea del Sur)     | Medalla de bronce   | Espada individual 1C-3 |
| 1992                | Barcelona (España)       | Medalla de plata    | Florete por equipos    |
| 1996                | Atlanta (Estados Unidos) | Medalla de oro      | Florete por equipos    |